# Репо, Сами
Сами Репо (фин. Sami Repo; 8 ноября 1971 года, Раутъярви) — финский лыжник, призёр Олимпийских игр, призёр этапов Кубка мира. Универсал, одинаково сильно выступал и в спринтерских и в дистанционных гонках.

## Карьера
В Кубке мира Репо дебютировал в 1992 году, в ноябре 1995 года впервые попал в тройку лучших на этапе Кубка мира. Всего в личных гонках имеет на своём счету 3 попадания в тройку лучших на этапах Кубка мира. Лучшим достижением Репо в общем итоговом зачёте Кубка мира является 15-е место в сезоне 1996/97.
На Олимпийских играх 1994 года в Лиллехаммере, занял 37-е место в гонке на 50 км классикой.
На Олимпийских играх 1998 года в Нагано, завоевал бронзу в эстафете, кроме того был 20-м в гонке преследования, 34-м в гонке на 30 км классикой и 18-м в гонке на 10 км классикой.
На Олимпиаде-2002 в Солт-Лейк-Сити показал следующие результаты: 30 км коньком — 40 место, дуатлон 10+10 км — 31-е место, спринт — 21-е место, эстафета 11-е место.
За свою карьеру принимал участие в пяти чемпионатах мира, лучший результат два 11-х места на чемпионате мира — 2001 в Лахти.